# Ciro Pertusi
Horacio Demián Pertusi (Bahía Blanca, Provincia de Buenos Aires, 18 de marzo de 1968), más conocido como Ciro Pertusi, es un cantautor argentino de rock, conocido por haber sido el cantante y líder de Attaque 77 desde 1987 hasta fines de 2008. Desde 2010 lidera la banda de punk rock Jauría.

## Biografía

### Primeros años
Vivió su juventud en distintos barrios porteños, como Boedo y Parque Patricios. Desde muy pequeño sintió la atracción por el fútbol ya que su padre era fanático de Boca. En 1979, cuando se encontraban viviendo en Boedo, su padre se quitó la vida debido a una depresión grave. En 1981, los hermanos Ciro y Federico pasaron al colegio Lasalle donde repitieron dos años consecutivos y abandonaron. Pertusi no se destacó como un buen estudiante en la escuela secundaria; la única lección que supo dar fue una titulada "Ciro, Rey de los Persas", de donde deriva su apodo de "Ciro". Daniel Alejandro Caffieri inició musicalmente a Ciro y Federico aproximadamente en 1982; es ahí cuando comienza a escuchar a The Beatles, The Rolling Stones y Captain Beefheart, entre otros. Alrededor de 1986, él y su familia se mudan a Lugano. Es en Lugano donde encontró su lugar en el planeta. Llegó a declarar: "Vivir y morir en Lugano". Ya en Lugano, donde su familia tuvo que tener cuidado de que algunas personas le quisieran tomar la casa, le interesó aún más por la música y comenzó a escuchar bandas como Iron Maiden, Sex Pistols, Bob Marley and The Wailers, The Ramones, The Clash, Sham 69, Pappo's Blues, Vox Dei, V8, Riff y Motörhead. Es ahí donde irá encontrando su estilo musical definitivo, orientado más a lo pesado.
Trabajaba en una confitería en Capital y también en el Correo, por lo que en su tiempo libre iba a la cancha de Boca Juniors y también tocaba el bajo. En 1987, en un negocio de instrumentos musicales en el barrio de Flores, conoció a Mariano Martínez, el sobrino de Daniel "Daño" Caffieri, con quien compartían los mismos gustos musicales. Se suma el baterista Claudio Leiva y pronto comenzarían los ensayos de grupos con 'Cabeza de Navaja' que cambia su nombre a 'Namores' cuando se suma Federico.

### Attaque 77
Tras la disolución de Cabeza de Navaja en 1987, Ciro Pertusi forma Attaque 77 junto a su hermano Federico, Mariano Martínez, Daniel "Danio" Caffieri y Claudio Leiva. En los comienzos de la banda, Ciro vivía en una pensión en Flores con su novia, tocaba el bajo y su hermano cantaba. Comenzaban a ensayar solo los lunes, el único día en el que Ciro gozaba de franco. La primera aparición oficial del grupo fue en el compilado Invasión 88, donde diversos grupos punks registran algunas canciones; son destacables "BAD" y "Sola en la Cancha" (con Ciro en la voz), canción dedicada a María Esther Duffau (La Raulito), acérrima hincha de Boca Juniors, aunque Pertusi más adelante aclaró que fue dedicada a una simple chica que miraba sola todos los partidos. Tras esto, hicieron su primer show en Cemento donde fueron aplaudidos a rabiar por el público. Meses más tarde graban Dulce Navidad, editado por Radio Trípoli y producido por Michel Peyronel, álbum que recién saldría en febrero de 1989, debido a la crisis del vinilo. Las letras de las canciones ya ofrecen cierto aire sobre lo que vendría después. El amor a Boca Juniors es algo que Pertusi manifestó reiteradas veces. Meses más tarde, Federico abandona la banda y Ciro se convierte en el cantante. También en 1991 realiza con Attaque 77 su primer recital en el Estadio Obras.
A partir del disco Amén!, Ciro pasó a ser el guitarra rítmica de la banda. Con Attaque 77 grabó 15 discos, convirtiéndose en uno de los máximos exponentes del punk rock argentino.
A finales de 2008 y por motivos personales, Ciro deja la banda. Ciro oficializa su salida de la banda el 18 de marzo de 2009, mismo día en el que cumplía 41 años.

### Jauría
Actualmente integra la banda Jauría junto con Ray Fajardo (exbaterista de El Otro Yo), Sebastián Ambesi (exguitarrista de De Romanticistas Shaolins) y Mauro Ambesi (también exbajista de De Romanticistas Shaolins). El nombre de la banda surge de la circunstancia que los identifica y de su devoción por los perros. Luego de realizar un memorable concierto en la usina del arte de la ciudad de Buenos Aires para más de 1200 espectadores, anunciaron que comenzarían la grabación de su tercer material de estudio mientras intercalan con shows previstos en Santiago de Chile, Asunción, Rosario y Bahía Blanca.

## Discografía

### Con Attaque 77
| Año  | Disco                                 |
| ---- | ------------------------------------- |
| 1989 | Dulce Navidad                         |
| 1990 | El cielo puede esperar                |
| 1991 | Rabioso! la pesadilla recién comienza |
| 1992 | Ángeles caídos                        |
| 1992 | 89/92                                 |
| 1994 | Todo está al revés                    |
| 1995 | Amen!                                 |
| 1997 | Un día perfecto (U.D.P)               |
| 1998 | Otras canciones                       |
| 2000 | Radio Insomnio                        |
| 2001 | Trapos                                |
| 2002 | Amateur                               |
| 2003 | Antihumano                            |
| 2006 | Pirotecnia autorizada (EP)            |
| 2007 | Karmagedon                            |

### Con Jauría
| Año  | Disco          |
| ---- | -------------- |
| 2010 | Jauría         |
| 2013 | Libre o muerto |